# 韋德齊訪問臺灣
韋德齊訪問臺灣是指2020年捷克參議院議長韋德齊與布拉格市長賀瑞普等，共90人的代表團訪問臺灣的六日行程。由於按捷克宪法的規定，參議院議長位階僅次於總統，使韋德齊成為有史以來訪台的捷克現任官員中級別最高的一位。維特齊訪問臺灣引起各界極大回響，並遭受中華人民共和國政府堅決反對。

## 事件經過

### 背景
2019年10月9日，捷克參議院議長柯佳洛出席駐捷克臺北經濟文化辦事處在布拉格舉辦的國慶酒會，並表示計畫在隔年初訪台，時間預定在2020年中華民國總統選舉後。捷克总统泽曼與總理巴比什以影響中捷關係為由反對，外交部長佩特日切克則表明無意干涉。但柯佳洛於2020年1月20日猝逝，中華民國外交部表達深切哀悼之意，並要求駐捷克代表柯良叡向家屬致哀，外交部長吳釗燮也親自致電捷克駐台代表鲁姆拉表示哀悼。1月31日，吳釗燮代表中華民國總統蔡英文前往駐台北的捷克經濟文化辦事處，在弔唁簿上留言致哀。
2月19日，《路透社》披露中華人民共和國駐捷克大使館在1月20日向捷克總統府發函表態，若柯佳洛按原計畫2月率團訪問台灣，中國將施壓捷克企業。3月初，新任參議院議長韋德齊證實，在柯佳洛的遺物中發現中國施壓的信；巴比什亦證實，中國駐捷克大使张建敏曾致函威脅捷克政府以阻止柯佳洛訪台，稱捷克將為此付出慘痛代價，讓巴比斯無法接受，要求撤換张建敏。4月26日，捷克電視台播出的「168小時」專訪節目中，柯佳洛的妻子薇拉與女兒溫杜拉說出柯佳洛被施壓的細節，指出捷克總統府與中國駐捷克大使館曾不斷威脅他取消訪台，甚至還寄出內容涉及家人安危的威脅信。柯佳洛猝逝前三天，在中國大使館的農曆新年晚宴上還曾警告妻子「千萬別吃中方提供的餐食飲料」。薇拉還強調，柯佳洛到死前都堅持訪台。29日，參議院議長韋德齊表示，如果最後決定訪問台灣，不是為了報復，而是展現捷克的國格與對自由民主的重視。對此，佩崔切克則表示，訪台的影響大家都很清楚，不建議、但也不會阻止。5月20日，捷克參議院以50比1票數通過決議，譴責中國對有意訪台的時任議長柯佳洛有所施壓，並指出捷克國會議員訪問台灣符合捷克長期的外交利益，支持議長在企業代表的陪同下訪問台灣。
6月9日，參議院議長韋德齊宣布他將與政治、企業和科學界人士在8月30日訪問台灣。24日，韋德齊在捷克《今日青年先鋒報》的影音專訪表示「台灣是一個事實獨立而且自由的國家」。8月12日，美國國務卿蓬佩奧於捷克參議院發表演說，對於也在現場並即將訪台的韋德齊，蓬佩奧表示支持，直呼「他不錯」。20日，欧洲议会「對中國關係代表團」團長比蒂科夫與副團長史雅琪發表聯合聲明，支持韋德齊訪臺，完成已故議長柯佳洛訪臺的遺願。25日，由2名歐洲議會議員領銜，並獲歐洲議會友臺小組主席凱勒、美國聯邦參議員魯比歐，以及德國、法國、英國、立陶宛、愛沙尼亞、斯洛伐克、加拿大、澳洲等68名跨國國會議員連署發表聯合聲明，強力支持韋德齊訪臺，並譴責中國施壓已故議長柯佳洛要求切勿訪臺的蠻橫干預。中国驻捷克大使馆對韋德齊訪台表示反對，而韋德齊則回應「此次出访是延续前总统哈维尔與前外交部长丁斯特比爾建立的外交传统，也就是捍衛自由與民主。捷克与民主国家合作，不管他人同意与否。」

### 韋德齊正式訪問臺灣

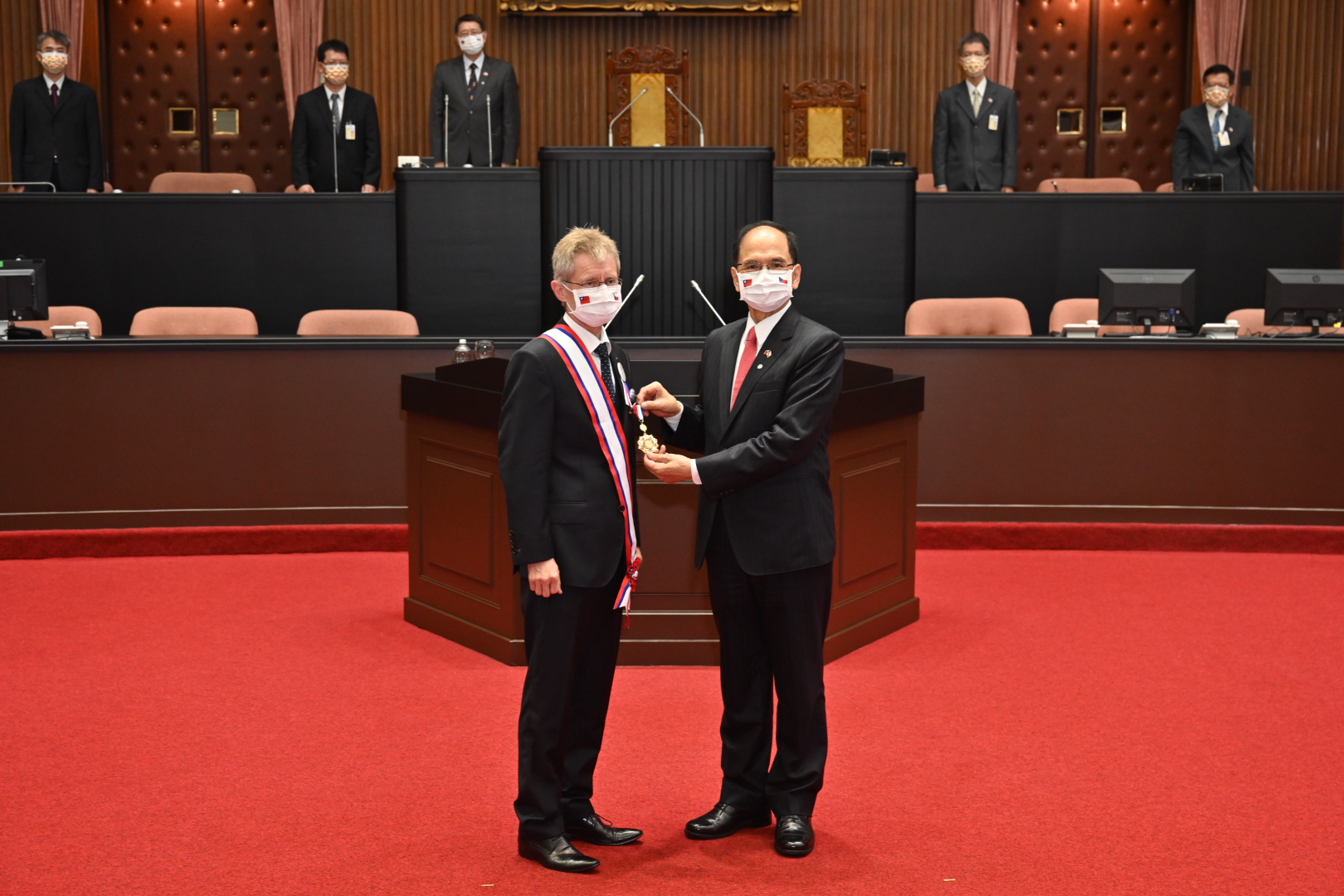
中華民國立法院院長游錫堃頒贈國會外交榮譽一等獎章予捷克參議院議長韋德齊。

2020年8月30日，韋德齊夫婦率領89人的訪問團搭乘中華航空包機直飛台灣訪問6日，由外交部長吳釗燮前往桃園國際機場迎接，有鑑於2019冠状病毒病疫情，全團登機前都提供核酸檢測的陰性證明。韋德齊是捷克訪台層級最高的現任政治人物，此行除會見總統蔡英文以及政府高層官員，並前往國立政治大學與立法院發表演說，是中華民國史上繼1974年底薩爾瓦多國會議長羅德力格茲及1996年剛卸任的前波蘭總統華勒沙後分別睽違近半和四分之一世紀首位在立法院演講的外國國會議長及高階政界人士，同時是中華民國史上首位在立法院演講的非邦交國國會議長，獲得立法院頒發予他「國會外交一等榮譽獎章」。在立法院进行演讲的过程中，韋德齊仿效美国总统肯尼迪于柏林墙下的演讲《我是柏林人》说出“我是台湾人”，令全場立委起立鼓掌。韋德齊亦有出席臺捷經貿投資論壇，以及台美日歐共同舉辦的重組供应链論壇等。蔡英文也追贈已故議長柯佳洛特種大綬卿雲勳章表達最高敬意，由韋德齊代表接受，原規劃一同訪臺的柯佳洛妻子薇拉因為健康因素無法參與，但透過影片表示感謝。9月4日，訪問團結束行程搭機離台。

## 各界反應

### 捷克國內
9月6日，总统泽曼批评韋德齊訪台是“幼稚的挑衅”，並表示不再邀请韋德齊参与捷克国家最高的外交政策官员会议；同時总理巴比什也不认同韋德齊访台。
捷克籍的欧洲联盟委员会副主席喬洛瓦發聲力挺韋德齊，認為其访台是为了完成前任议长柯佳洛的愿望。
11月11日，捷克网络媒体《目前》报导称，收到一家瑞士咨询公司对维斯特奇尔的指控，说他在8月底率团访问台湾之前接受了中华民国外交部给他的400万美元「好处费」。中华民国外交部对此回应指「相关假消息纯属抹黑造谣」。经捷克媒体查证，最早放出这则假消息的瑞士公司与中华人民共和国统战团体关系密切，并企图透过假消息对捷克进行影响力操作、侵蚀捷克的民主社会运作。
針對王毅在德国的發言，外交部部長佩崔切克認為王毅的言論已經踰越外交界線，指示外交部次長特拉帕於31日召見中華人民共和國駐捷克共和國特命全權大使张建敏，表達極力反對中方針對維特齊訪台的相關發言，並指中方相關發言不恰當，也不符兩個主權獨立国家之間的外交溝通準則。巴比什也認為王毅的言論“不禮貌、不恰當”，這件事要透過官方管道來處理。布拉格雷波里耶區區長諾沃特尼寫了封公開信譴責，信中指出王毅的行為已嚴重越界，超出了外交可接受範圍，直陳王毅是個“無禮魯莽的小丑”，並要求中华人民共和国於24小時之內寫一封道歉信給捷克外交部部長。
9月4日，捷克钢琴制造商佩卓夫的负责人向捷克媒体表示，有一笔来自中国、价值20万欧元的订单突然遭到取消，後這筆訂單已由捷克富豪柯瑪瑞克買下，並發起“送鋼琴到學校”的活動，將這批原本要銷往中國的鋼琴送給捷克當地的學校，柯瑪瑞克表示：“捷克是成功的國家，更重要的是，捷克是自由的國家。這是我個人最重視的，我謹以這個小小舉動來提醒同胞這一點。”借此力挺議長韋德齊訪台團所代表的價值觀。

### 中华人民共和国
就韋德齊訪台，驻捷克大使馆发言人表示反對，而韋德齊則回應「此次出访是延续前总统哈维尔和前外交部长丁斯特比尔建立的外交传统，也就是扞衞自由和民主。捷克与民主國家合作，不管他人同意与否」。
8月31日，正在訪問德国的外交部长王毅表示“在臺灣問題上挑战一個中國原則，就是与14亿中国人民为敌，对于捷克参议长的公开挑衅及其背后的反华势力要让其为自己的短视行为和政治投机付出沉重代价。”外交部並就此事召见捷克大使，提出严正交涉；外交部欧洲司、驻捷克大使馆也分别提出严正交涉。

### 德国
王毅發表威脅韋德齊言論的次日，外交部部長馬斯與其會面時當面警告王毅：「威脅在這裏（欧洲）行不通」，並在會面後聯繫捷克外長佩崔傑克以表達德國對捷克的支持。联邦议院外交事務委員會主席洛特根亦斥責中國外長在訪問德國時竟親自「出言恐嚇另一個歐盟成員國以及議員」，是外交上的冒犯以及對民主的褻瀆。当天，王毅与马斯共同会见记者。有记者问到为何中方要就捷克參議院議長访台作出强烈反应，王毅回应称，捷克参议长访台是严重干涉中国内政行为，中方不得不也必须作出必要反应。

### 美国
9月2日，白宮国家安全委员会在推特發文，貼出韋德齊在立法院發表演說的片段，並指「任何霸凌行為，都不會停止美國的夥伴促進共享民主價值觀。」

### 其他國家
斯洛伐克總統查普托娃、法國外交部發言人范德穆爾皆表示不能接受中國對於維特齊的威脅。

## 外部連結
- 捷克參議院議長韋德齊立院演講（页面存档备份，存于）